# اریک شینسکی
اریک کن شینسکی (به انگلیسی: Eric Ken Shinseki) (زاده ۲۸ نوامبر ۱۹۴۲ ) ژنرال چهار ستارهٔ آمریکایی که در کابینه باراک اوباما، پست وزارت امور سربازان بازنشسته ایالات متحده آمریکا را برعهده داشت.
اریک شینسکی دارای کارشناسی ارشد از دانشگاه دوک و تعلیم دیدهٔ آکادمی نظامی وست‌پوینت است.

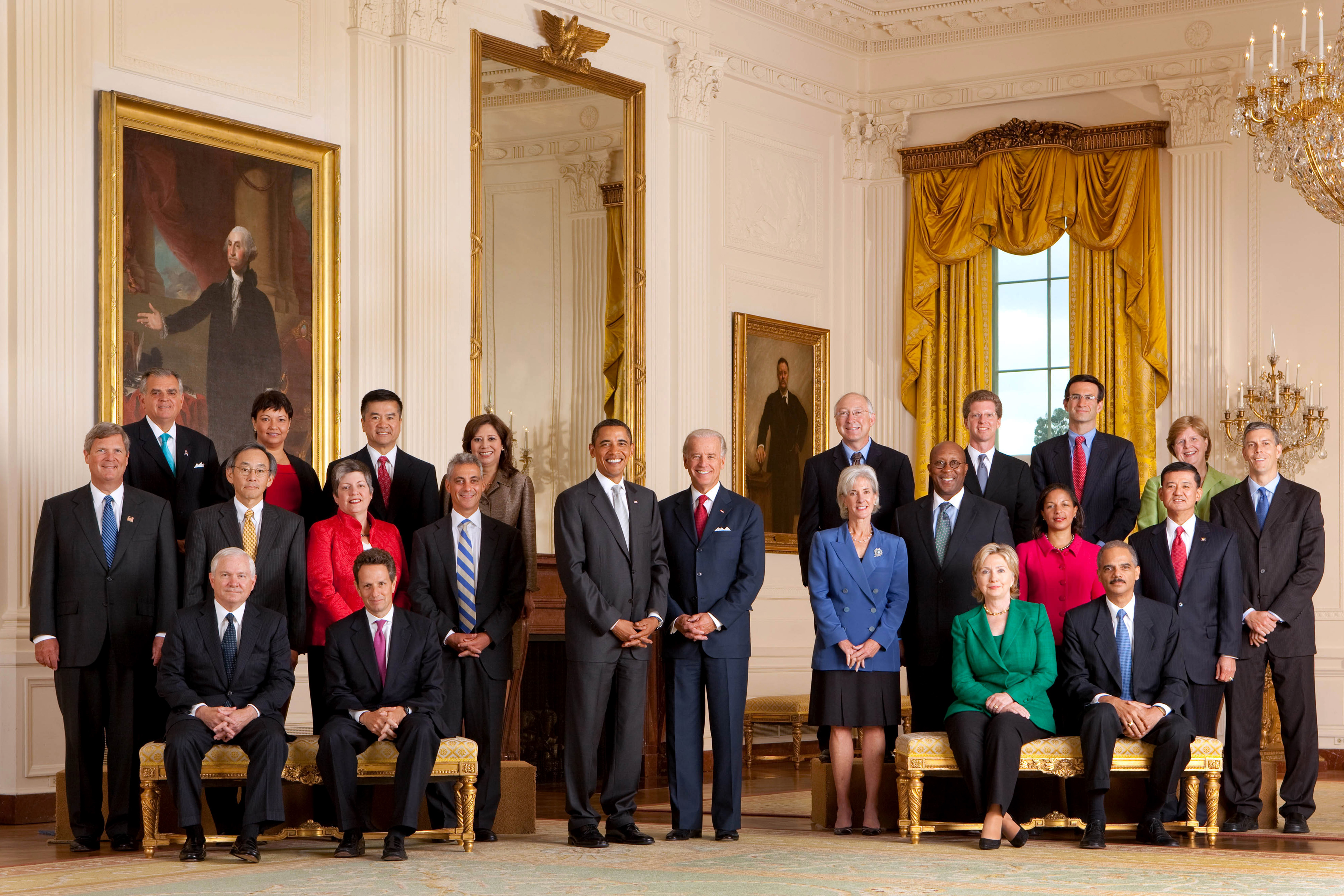
کابینه اول باراک اوباما، رئیس جمهوری آمریکا، در اتاق شرقی سال ۲۰۰۹ ردیف اول ایستاده از چپ به راست: ری لحود، لیسا جکسون، گری لاک، هیلدا سولیس، باراک اوباما، جو بایدن، کن سالازار، شان داناون، پیتر اورزاگ، کریستینا رومر، آرنی دانکن ردیف دوم ایستاده: تام ویلساک، استیون چو، جنت ناپالیتانو، رام امانوئل، کاتلین سیبیلیوس، ران کرک، سوزان رایس، اریک شینسکی ردیف سوم نشسته: رابرت گیتس، تیموتی گایتنر، هیلاری کلینتون، اریک هولدر

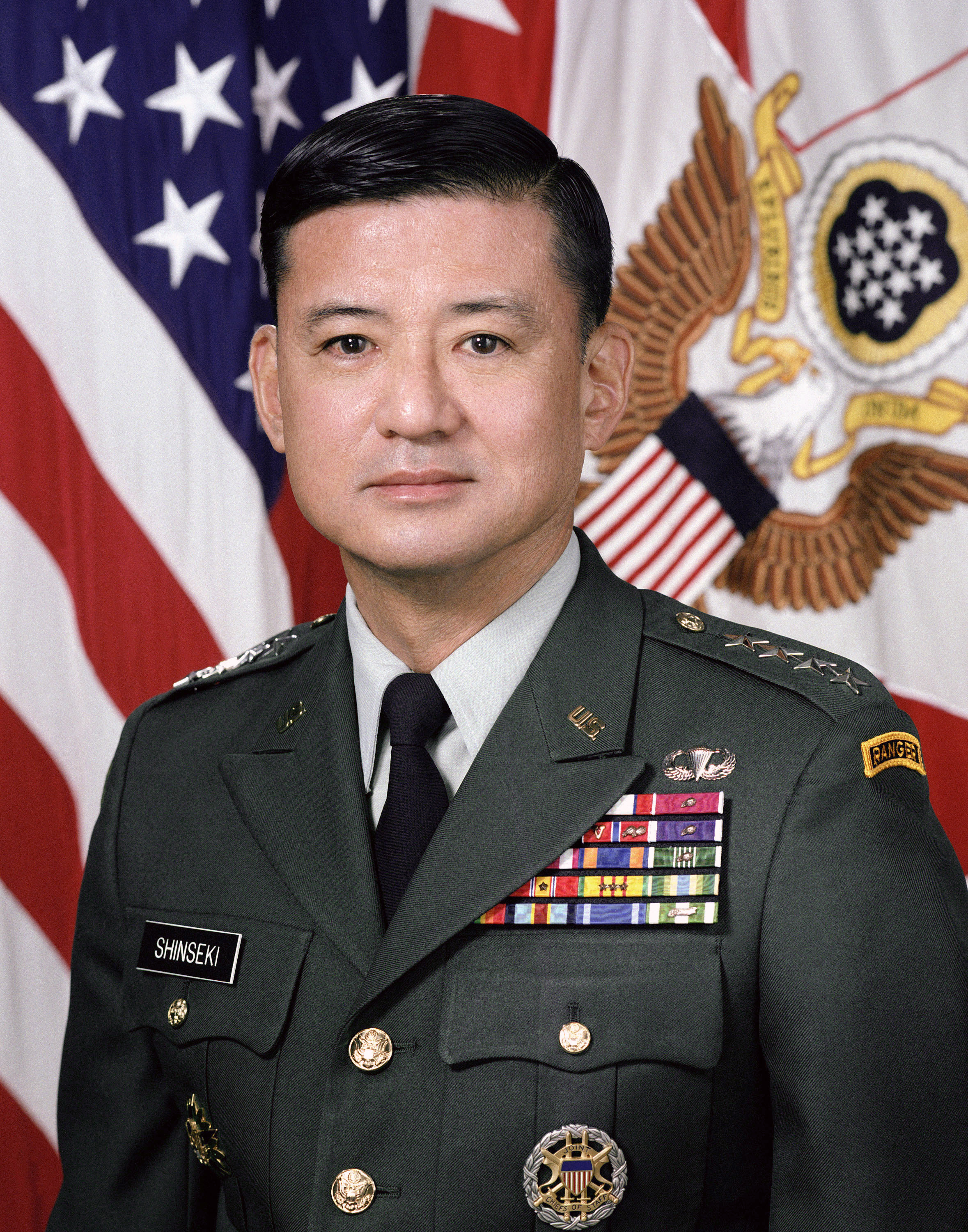